# آوانگارد اوکراینی

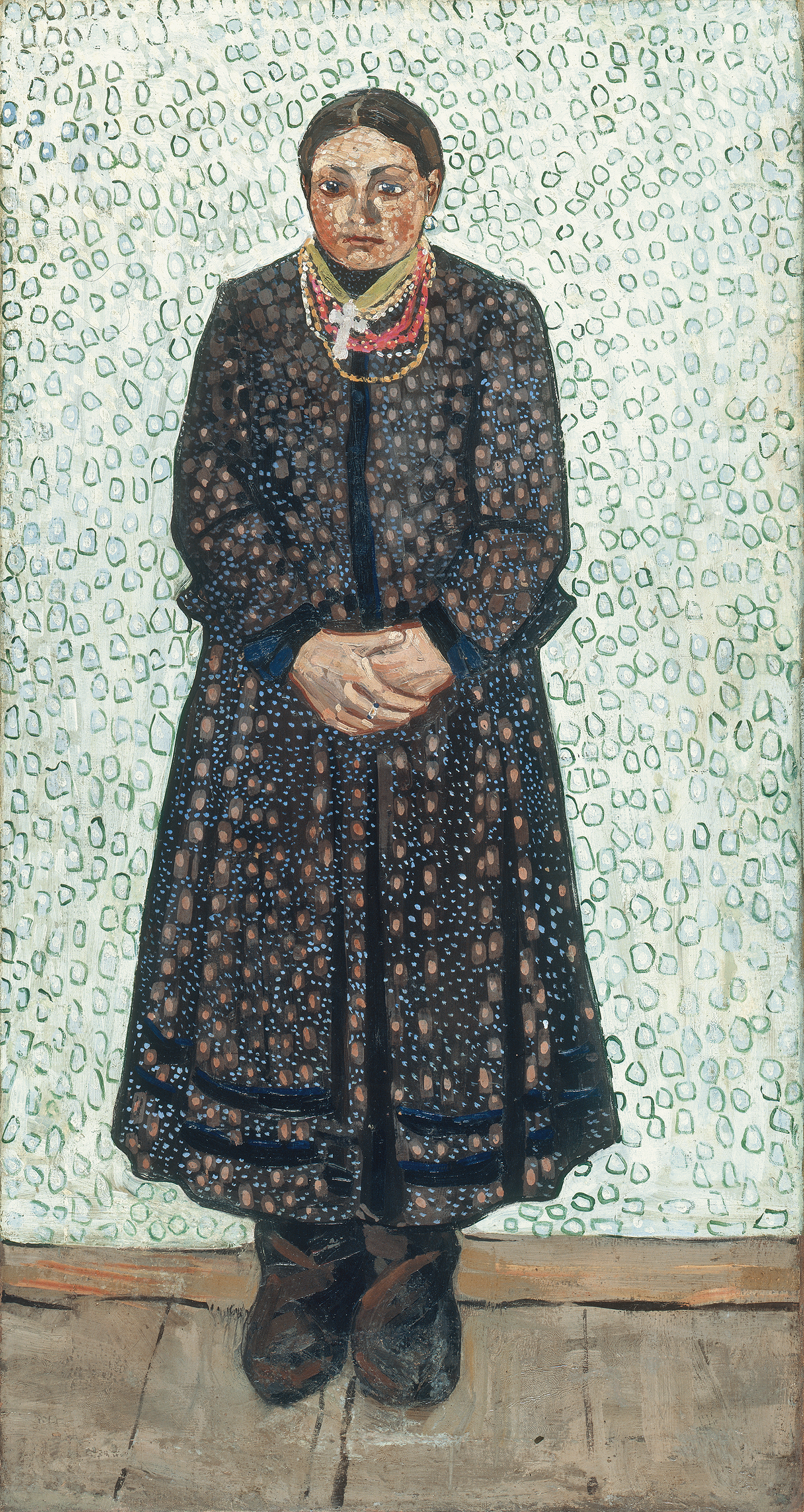
زن روستایی اوکراینی، ولادیمیر بورلیوک، بین ۱۹۱۰ تا ۱۹۱۱

آوانگارد اوکراینی اصطلاحی است که در طیفی گسترده برای تغییرات و نوآوری‌هایی که در هنر اوکراین از پایان دهه ۱۸۹۰ تا میانه دهه ۱۹۳۰ میلادی توسط هنرمندان رخ داد، استفاده می‌شود. آوانگارد اوکراینی به‌طور کلی در مجسمه‌سازی، نقاشی، ادبیات، سینما، تئاتر، طراحی صحنه، طراحی گرافیک، موسیقی و معماری با آوانگارد بین اللملی همگام و موازی بود. از هنرمندان نامدار در آوانگارد اوکراینی می‌توان به کازیمیر ماله‌ویچ، الکساندر آرکیپنکو، ولادیمیر تاتلین، سونیا دولونه، واسیل یرمیلوف، الکساندر بوگومازوف، الکساندرا اکستر، دیوید بورلوک، وادیم ملر، و آناتول پتریتسکی اشاره کرد. همه این هنرمندان از منظر محل تولد، تحصیلات، زبان و سنت یا هویت ملی با شهرهایی نظیر کیف، خارکف، لویو و اودسا ارتباط نزدیکی داشتند. از اولین گروه هنرمندانی که برای معرفی خود از اصطلاح آوانگارد استفاده کردند، در سال ۱۹۲۵ میلادی در شهر خارکیف بود.
اصطلاح آوانگارد اوکراینی در رابطه با نقاشی‌ها و مجسمه‌سازی‌های دوران سانسورهای شوروی و در راستای گفتگوهایی که دربارهٔ نمایشگاه رؤیایی تاتلین می‌شد، بسیار مورد استفاده بود. این نمایشگاه که توسط مورخ هنر پاریسی، آندری ناکوف در لندن، ۱۹۷۳ جمع آوری شده بود، آثار هنرمندان اوکراینی نظیر واسیل یرمیلوف و الکساندر بوگومازوف را به نمایش گذاشت. اولین نمایشگاه بین‌المللی آوانگارد در اوکراین، که شامل هنرمندان فرانسوی، ایتالیایی، اوکراینی و روسی بود، در اودسا و کیف در سالن ایزدبسکی ارائه شد. این قطعات بعداً در سن پترزبورگ و ریگا به نمایش گذاشته شد. جلد «سالن ایزدبسکی ۲» (۱۹۱۰–۱۱م) حاوی آثاری انتزاعی از واسیلی کاندینسکی نیز بود.

## گاه‌شمار

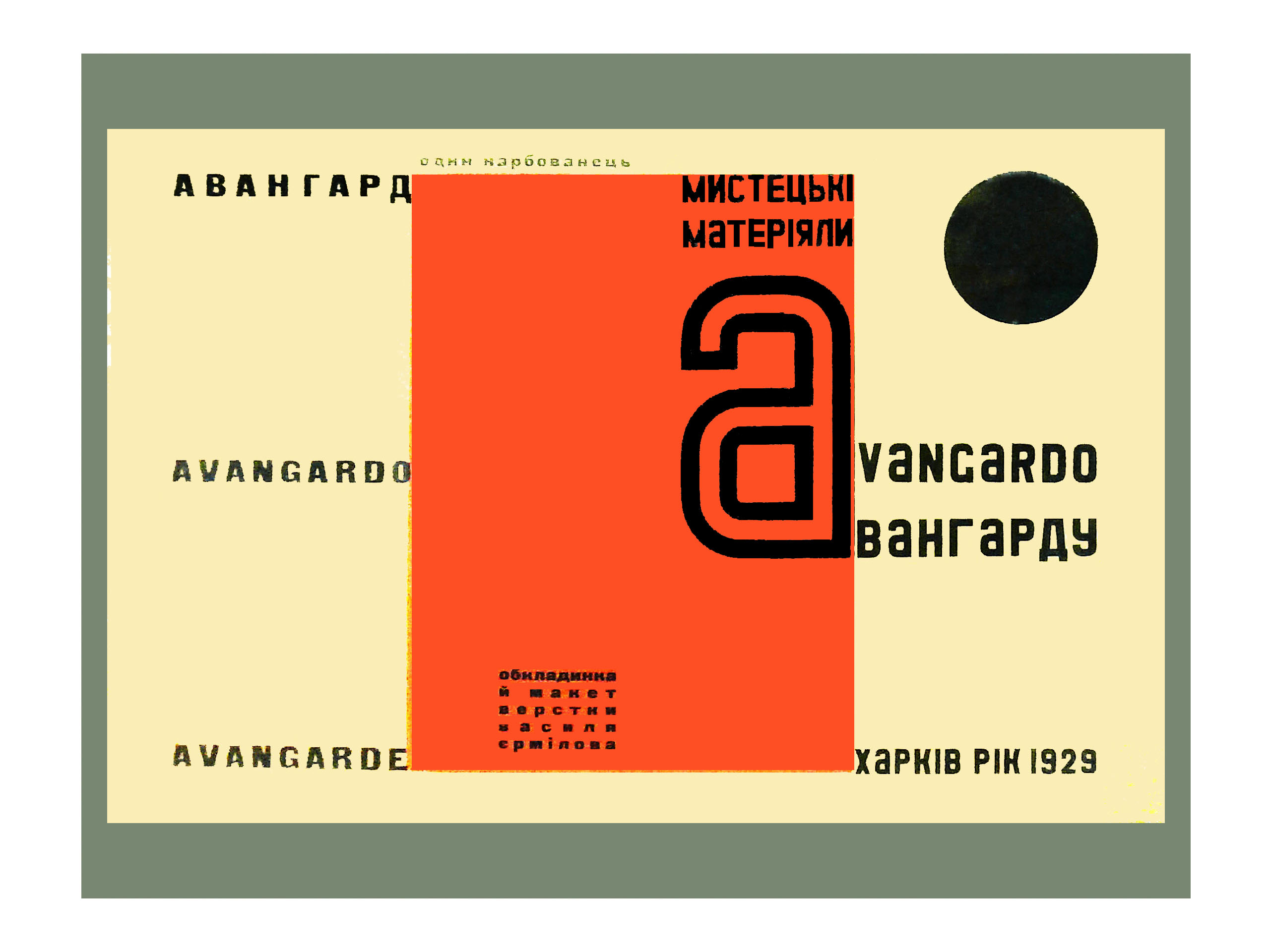
واسیل یرمیلوف جلد مجله «آوانگارد»، ۱۹۲۹ میلادی

- ۱۹۰۸: نمایشگاه "Zveno" در کیف. آثاری از الکساندرا اکستر، دیوید بورلوک، ولادیمیر بورلیوک، یوگنی آگافونوف و ولودیمیر دنیسوف.
- ۱۹۰۹: نمایشگاه "نیلوفر آبی" در خارکیف. آثار یوجین آگافونوف، ماریا سینیاکووا و واسیل یرمیلوف.
- ۱۹۱۰: نمایشگاه "Salon Izdebsky 2" در اودسا و کیف. آثاری از الکساندرا اکستر، دیوید و ولادیمیر بورلیوک، و واسیلی کاندینسکی، در کنار قطعاتی از پیر بونارد، ژرژ براک، ام. ولامینک، ام. دنی، آ. ماتیس، آ. روسو، و پی سیگنیاک.
- ۱۹۱۰: "هایلیا"، یک انجمن اوکراینی-روسی از شاعران فوتوریسم، در چورنیاکا، منطقه خاووسکی، در جنوب اوکراین تأسیس شد. اعضا عبارت بودند از دیوید و ولادیمیر بورلیوک، وی. کامنسکی، الکسی کروچیونیخ، بندیکت لیوشیتس، ولادیمیر مایاکوفسکی، ولیمیر خلبنیکوف، و دیگر هنرمندان.
- ۱۹۱۳: میخایلو سمنکو در کیف گروه فوتوریستهای اوکراینی به نام "Quero" را تأسیس کرد.
- ۱۹۱۴: الکساندرا اکستر – همراه با هموطنان اوکراینی خود مانند آرچیپنکو، ولادیمیر بارانوف-روسینه، کازیمیر مالویچ، وادیم ملر و برادران بورلیوک، نمایشگاهی با نام Société des Artistes Indépendants در پاریس گذاشتند و همچنین در کنار آرچیپنکو، در نمایشگاهی با نام Esposizione Libera Futurista Internazionale در رم ایتالیا شرکت کرد.[۶]
- ۱۹۱۴: الکساندرا اکستر و الکساندر بوگومازوف گروهی از هنرمندان کوبو-فوتوریست به نام "کولتسو" را در کیف برپا کردند.
- ۱۹۱۷: گروه هنری "اتحادیه هفت" در خارکیف تأسیس شد. اعضا شامل بوریس کوساروف، گئورگی تساپوک، ولودیمیر بوبریتسکی و نیکولای کالمیکوف بودند.
- ۱۹۲۴: مؤسسه هنر کیف (KHI); اعضا شامل الکساندر بوگومازوف، وادیم ملر، ویکتور پالموف، کازیمیر مالویچ، و ولودیمیر تاتلین بودند.
- ۱۹۲۵: انجمن هنری و مجله "Avangarde" در خارکیف، توسط وارلین پولیشچانک و واسیل یرمیلوف تأسیس شد.
- ۱۹۲۵: انجمن هنر انقلابی اوکراین (ARMU) در کیف تأسیس شد. اعضای آن عبارت بودند از میخایلو بویچوک، الکساندر بوگومازوف، ویکتور پالموف، واسیل یرمیلف و وادیم ملر.
- ۱۹۲۷: اتحادیه هنرمندان مدرن اوکراین (OSMU) در کیف تأسیس شد. ویکتور پالموف، آناتول پتریتسکی و پاول گولوبییتنیکوف از اعضای آن بودند.
- ۱۹۲۷: انجمن هنری و مجله‌ای با نام "نسل جدید" توسط ام. سمنکو، نینا ژنکلر، وادیم ملیر، lآناتول پتریتسکی و جیو اشکاروپی در خارکیف تأسیس شد.

## هنرمندان

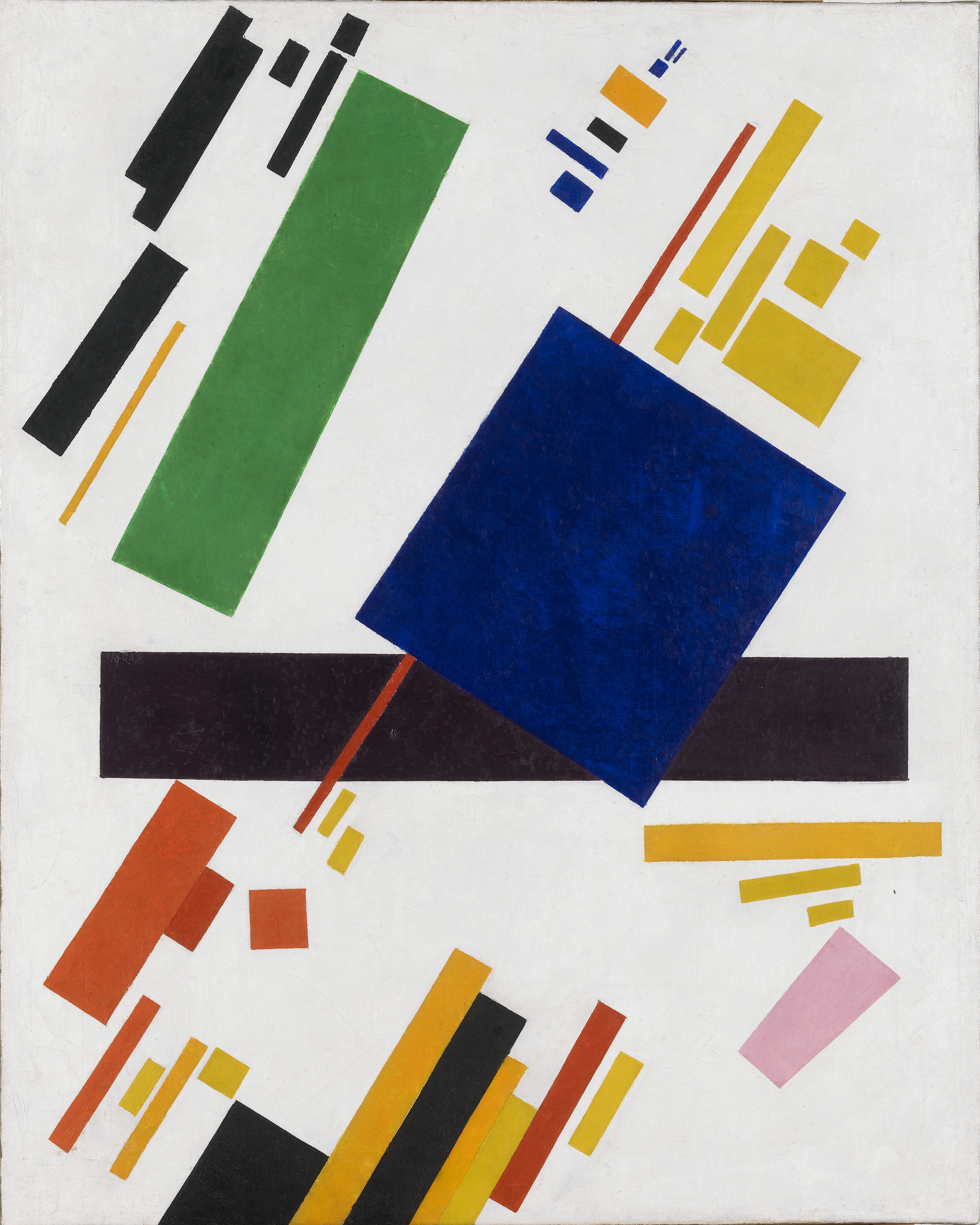
ترکیب‌بندی والاگرایانه ۱۹۱۶ م. در مالکیت مجموعه‌دار شخصی اثر کازیمیر ماله ویچ

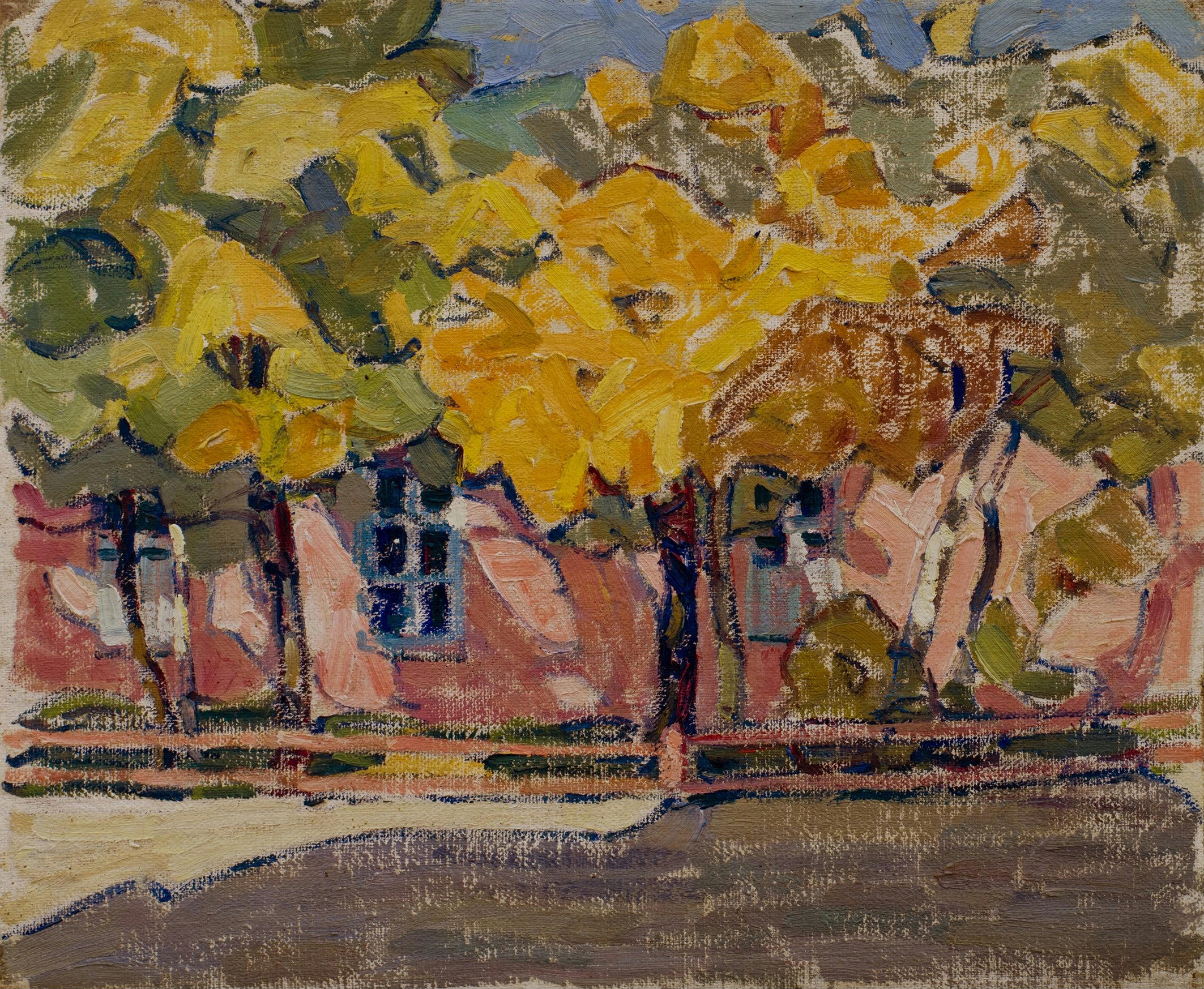
خیابان در پودیل، الکساندر بوگومازوف، ۱۹۱۲م.

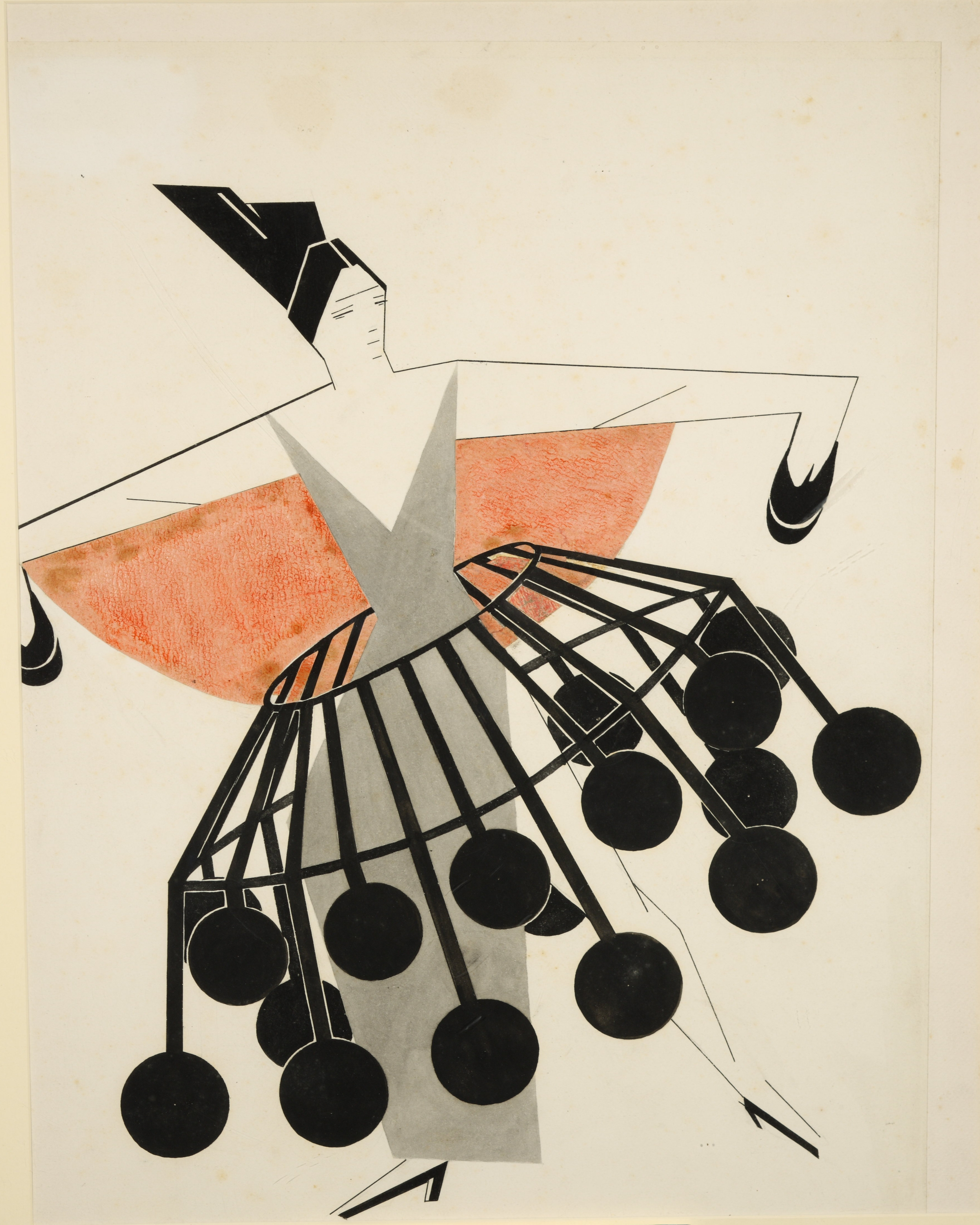
الکساندرا اکستر، طرحی از مجموعه مجموعه لوبانوف-روستوفسکی ۱۹۲۴م.

### سینما
- الکساندر داوژنکو

### نقاشان
- Yevgeny Agafonov
- الکساندر بوگومازوف
- الکساندرا اکستر
- میخایلو بویچوک
- ولادیمیر بورلیوک
- دیوید بوربلیوک
- سونیا دولونه
- Oleksandr Hnylytskyi
- کازیمیر ماله ویچ
- وادیم ملر
- ویکتور پالموو
- اوکسانا پاولنکو
- واسیلی سدلیار
- ماریا سینیاکووا
- ولادیمیر تاتلین
- واسیل یرمیلوف
- Kostiantyn Piskorskyi

### مجسمه سازان
- الکساندر آرکیپنکو
- ایوان کاوالیدزه

### نمایشنامه نویسان
- لیس کورباس

### طراحان صحنه
- میخایلو اندرینکو-نچینایلو
- وادیم ملر
- آناتول پتریتسکی

### نویسندگان
- والرین پولیشچانک
- میخایلو سمنکو
- جیو اشکارویی